# 조 레들리
조지프 크리스토퍼 레들리(영어: Joseph Christopher Ledley, 1987년 1월 23일 ~ )는 웨일스의 은퇴한 축구 선수로서, 포지션은 중앙 미드필더로 활약했다.

## 축구인 경력

### 선수 경력
카디프의 유소년 팀에서 활약하던 레들리는 2004-05 시즌 17세의 나이로 1군 팀의 부름을 받고 2004년 9월 21일 데뷔전을 치렀고 불과 2달 후 웨스트 햄과의 경기에서 데뷔골을 터뜨렸다. 이러한 활약을 인정받아 2005년 2월 카디프와 장기 계약을 체결하였고 2005-06 시즌 리그 42경기에 출전하며 입지를 확고히 다졌다.
2007년 12월 울버햄프턴과 에버턴의 러브콜을 받았다는 보도가 이어졌으나 카디프의 거절로 성사되지 못했다. 한편 2007-08 시즌 카디프의 FA컵 돌풍의 주역으로 떠오른 레들리는 웨스트 브로미치와의 준결승 경기에서 결승골을 터뜨려 팀을 결승으로 이끌었다. 결승전에도 선발 출전하였지만 포츠머스에게 패하여 준우승에 머물렀다. 시즌 종료 후 스토크 시티의 이적 제안을 받았으나 카디프가 거절하였다.
2008년 12월 프레스턴과의 경기에서 21세의 나이로 주장 완장을 달고 경기를 소화하였다. 2008-09 시즌 종료 후 시즌 리그 베스트 11에 선정되었다. 2009년 여름 이적 시장에서 웨스트 햄과 위건에서 이적 제안을 받았으나 역시 무산되었다.
2009-10 시즌 종료 후 계약이 만료된 레들리는 AS 로마, 웨스트 햄, 스토크 시티, 셀틱 등과 협상을 벌였고 2010년 7월 12일 셀틱으로의 이적을 확정지었다. 2010년 7월 28일 브라가와의 챔피언스리그 경기에 출전하여 데뷔전을 치렀다.